# Ridolini e la belva nera
Ridolini e la belva nera (Bears and Bad Men) è un cortometraggio muto del 1918, diretto da Larry Semon e interpretato dallo stesso Larry Semon (in Italia noto come Ridolini) e da Stan Laurel.
Rappresenta il settimo film girato dall'attore Stan Laurel dopo il cortometraggio No Place Like Jail girato sempre nel 1918.

## Trama
Stanlio è seduto a pescare ottenendo poco successo, ma arriva Ridolini con delle esche e un bastone per stordire le trote. I due entrano in una baracca e danno vita ad un inseguimento tra i cattivi, l'eroina, ma soprattutto un orso.

## Curiosità
Il film è noto in Italia col nome di: Ridolini e la Belva Nera e, in seguito, Ridolini, Stanlio e la Belva Nera.
Il cortometraggio fu pubblicato il 7 ottobre 1918.

## Cast
- Larry Semon - Larry Cutshaw
- Madge Kirby
- Stan Laurel - Pete
- William McCall - L'attore (come Billy McCall)
- Blanche Payson - Maw Cutshaw
- Frank Alexander - Paw Slawson
- William Hauber
- Pete Gordon - Paw Cutshaw
- Mae Laurel - Donna
- Bessie the Bear
- Brownie the Bear